# Список давніх іллірійських народів і племен
Нижче наведено список давніх іллірійських народів і племен.

## Вступ
Іллірійці (давньогрецький: Ἰλλυριοί, Illyrioi; Latin: Illyrii) були групою індоєвропейських племен, що населяли більшу частину західних Балкан у давнину.
До кельтської експансії, починаючи приблизно з 7-го та 6-го століть до нашої ери, паннонці (які говорили паннонською мовою ), які споріднені з іллірійцями, жили на території, яка включала більшу частину рівнин західного басейну річки Середній Дунай (декілька паннонських племен згодом були кельтизовані ).
До римської експансії та завоювання мессапіан на південному сході Італії (приблизно на місці сучасної Апулії ), можливо, мессапіани також були народом іллірійської приналежності (одної індоєвропейської гілки, що й інші іллірійці) і розмовляли мессапською мовою (також спорідненою з іллірійцями).
Незадовго до римського завоювання іллірійські народи та племена на більшій частині західних Балкан залишалися культурно іллірійцями і зберігали свої мови. Іллірійські народи та племена були носіями іллірійських мов, гілки індоєвропейської мовної сім'ї, але протягом століть після римського завоювання більшість іллірійців були включені до Римської цивілізації та імперії, змінивши свою етнічну ідентичність до римської і почали говорити латиною ( вульгарною латиною ) у процесі романізації.

## Предки

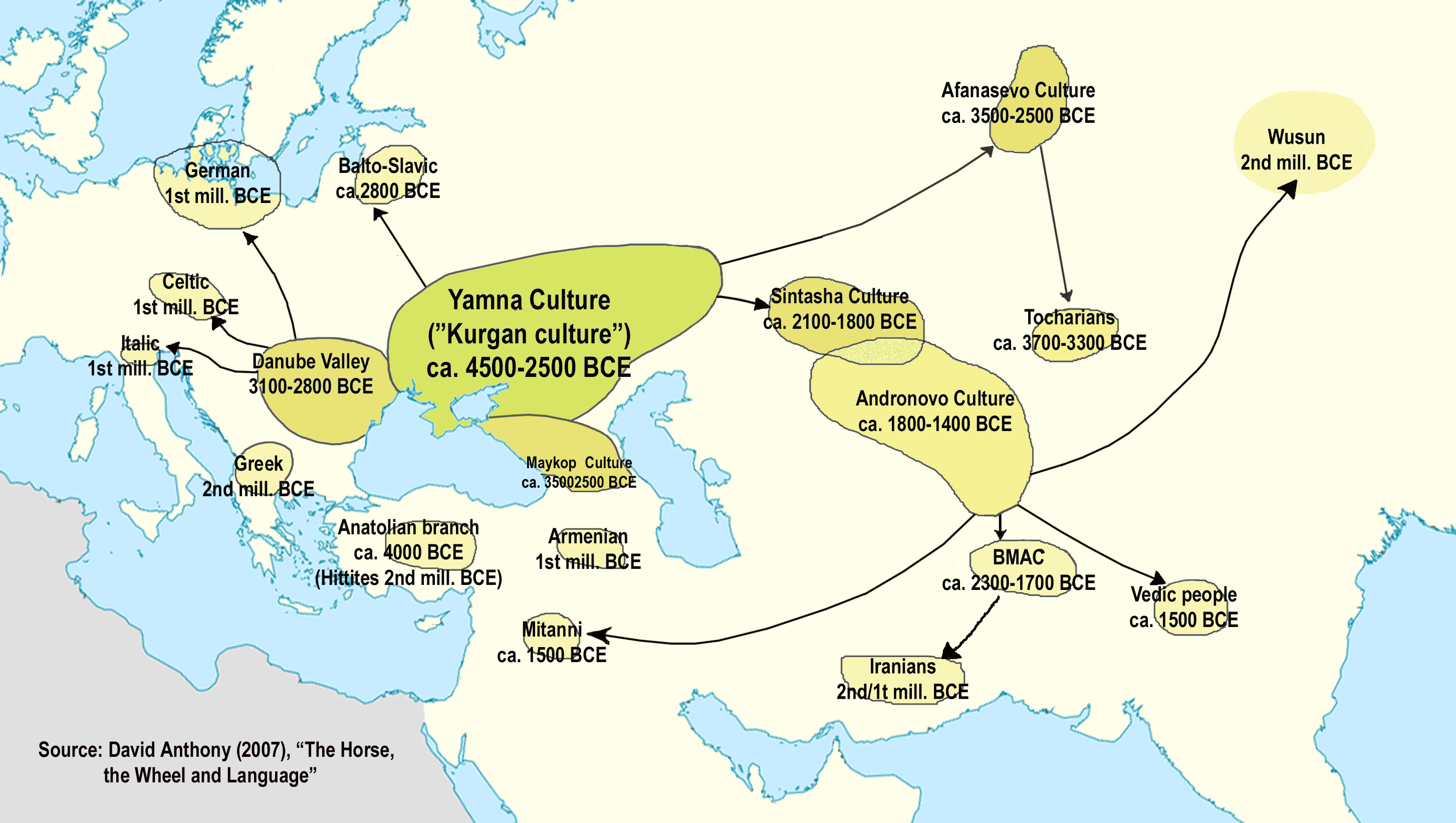
Карта 1: індоєвропейські міграції, як описано в книзі Девіда В. Ентоні «Кінь, колесо і мова»

- протоіндоєвропейці ( протоіндоєвропейські носії)
  - протоіллірійці ( протоіллірійці )

## Іллірійці

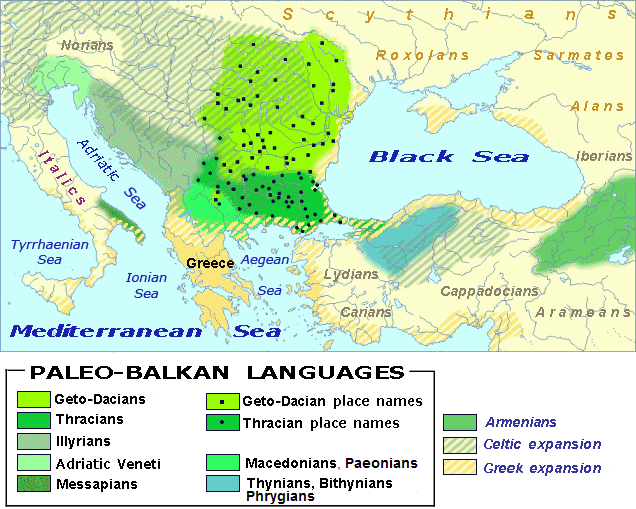
Карта 2: Палео-балканські мови у Східній Європі між V і I століттям до н.е.

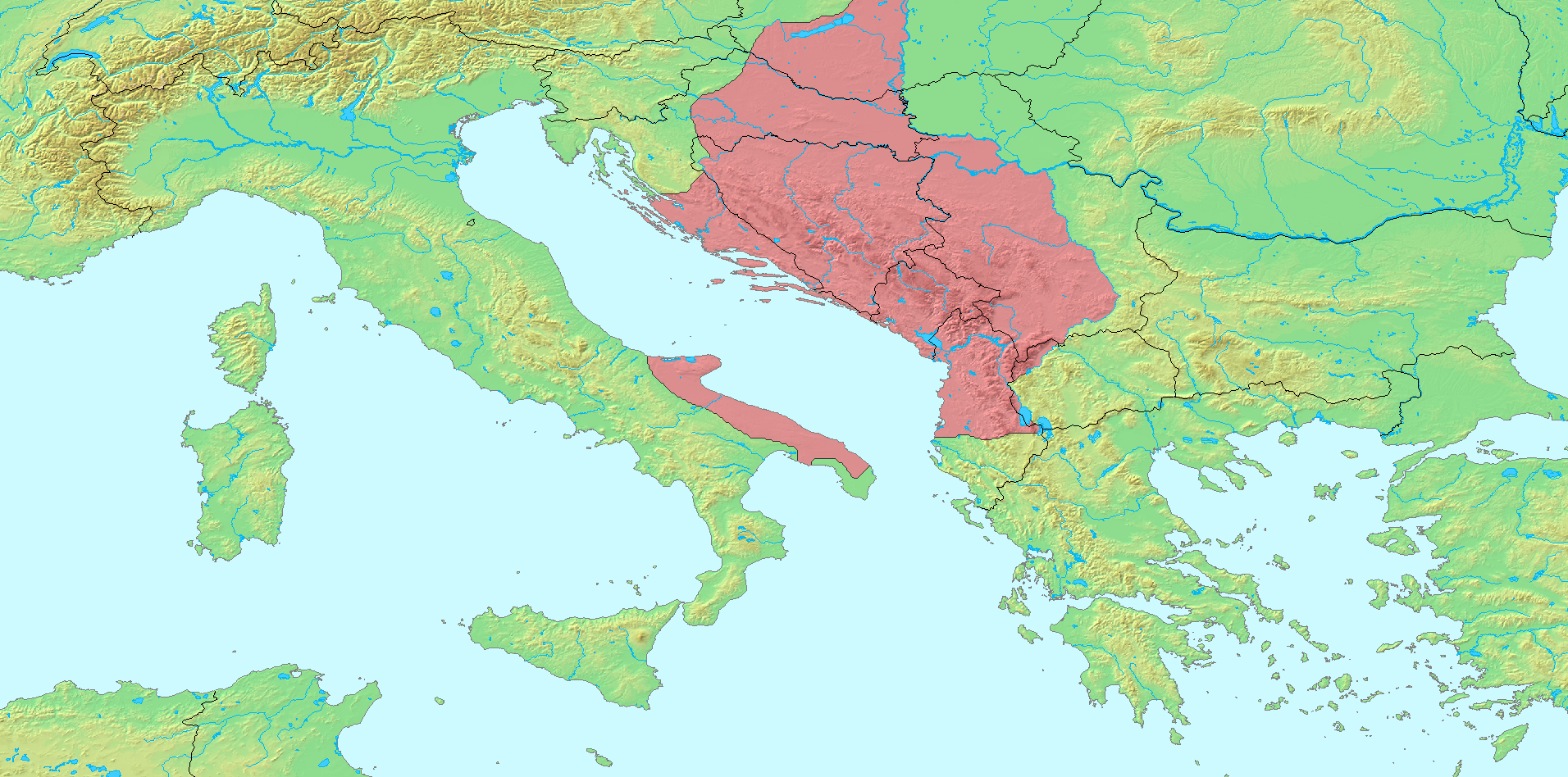
Карта 3: Іллірійський географічний діапазон народів і мов до кельтської експансії та римського завоювання, приблизно 500 р. до н.е.

Карта 4: Іллірійські племена в давнину (до римського завоювання)

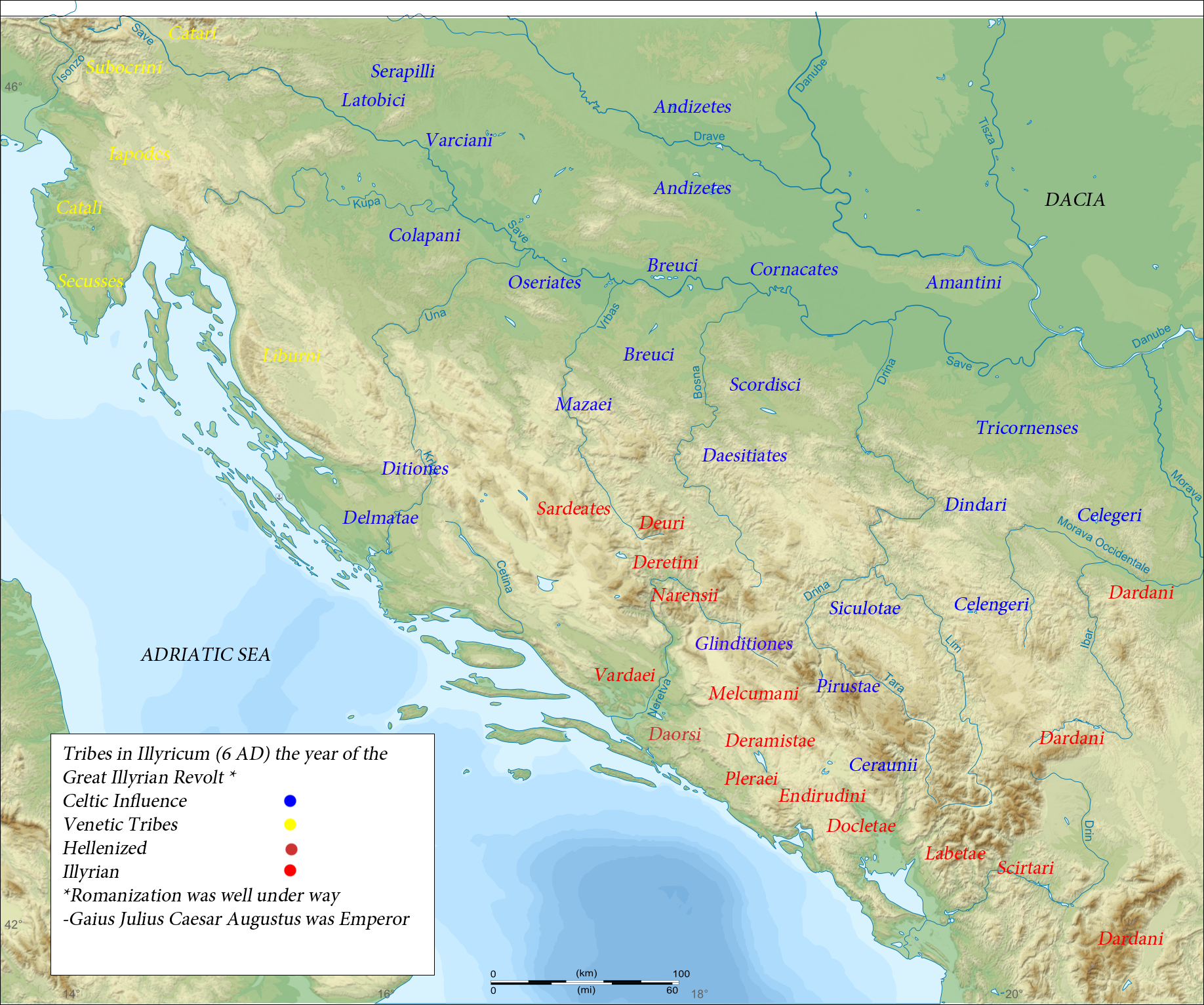
Карта 5: Племена в Іллірику та околицях у 6 році нашої ери, у рік Великого Іллірійського повстання, після римського завоювання

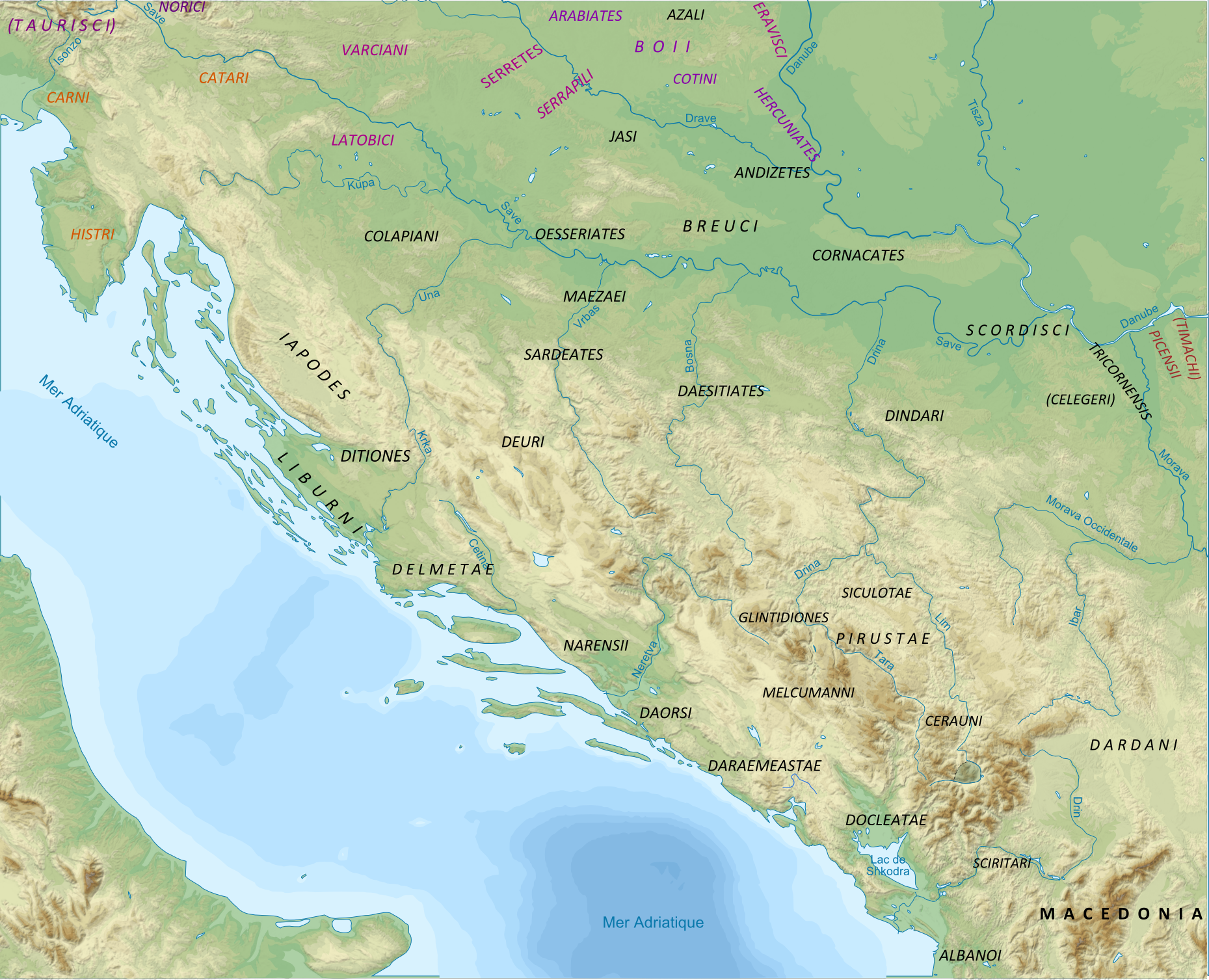
Карта 6: далмати, лібурни, венетики, паннонські групи та кельти в Панонії

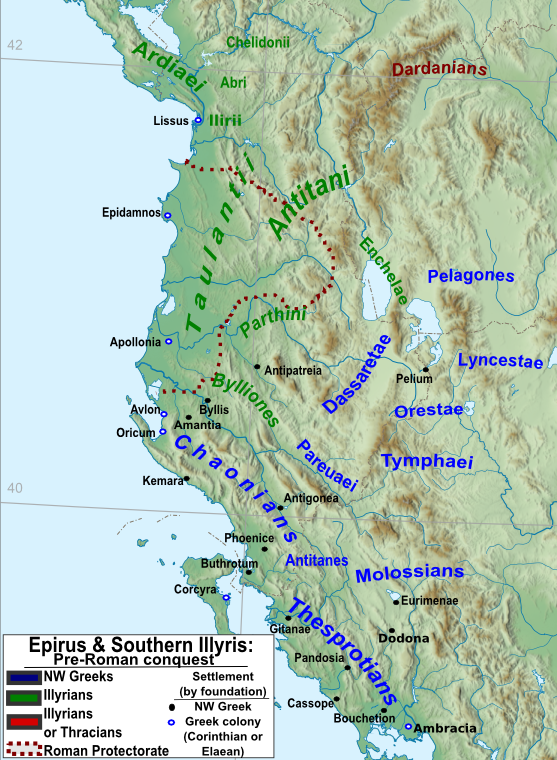
Карта 8: Племена на півдні Ілліриди та Епіру.

Карта 9: Дарданці до римського завоювання

### Далмати/Delmatae
- Далмати
  - Барідусти
  - Таріоти
- Даорси / Даорсі / Даорсії / Дуерсі
- Дарімісти / Дерімісти / Дерамісти
  - Армісти
  - Артіти
  - Хемасіни / Хіппасіної
  - Ошуаї / Озуії
- Деретіні / Дерріопес
- Деурі
- Япіди / Яподи / Япиги
- Мелкумани / Мелкомени / Мерроменої
- Наренсі / Наренсійї
- Сардеати

### Власне іллірійці ( Illyrii Proprie Dicti )
- Ардіаї / Вардаї / Вардіаї
- Аутаріати / Авторати
- Батіати
- Кавії
- Хелідони / Челідонії
- Сінамбрі / Кінамброї
- Дасареті ( іллірійський Дасареті )
- Докліати / Докліти
  - Ендірудіни
  - Грабаі/ Грабеої
  - Лабаіти / Лабітаї / Лабетаї
  - Плереї / Піреї
  - Сасаї
- Діести
- Пенести (Пенестії)
- Селепітані / Селепітаної
- Таулантії
  - Абри
  - Албані / Албаної (плем'я, яке дало ім'я албанцям)
  - Балаїти
  - Білліони
  - Енчелаї / Енчелеї / Енчеліі / Сесаретії
  - Іллірійці / Іллірої (плем'я, яке дало назву іллірійським народам і племенам)
  - Парфени / Партини / Пертенети

## Месапіани/Месапіки
- Дауніі (даунійці)
- Япіги (пов'язані з яподами, яких іноді також називали Япіґами )
- Месапії / Салентіни / Саллентіни
- Певкети/ Пеукетії / Поедікули (пов'язані з лібурнськими певкети )

## Паннонці
- Східна група
  - Амантіні / Амантес
  - Анди / Анідзетес
  - Азалі
  - Бревки
    - Колапіани
    - Озеріати / Оссеріати

  - Дітіони
  - Яси
  - Пірустії / Пірусти
  - Керавнії
  - Глінтидіони
  - Скіртарі
  - Сикулоти
- Західна група
  - Дезиціати
  - Маезаі / Маізаї / Мазаоі
  - Сегестані

## Можливо іллірійські племена
- Антітані / Атінтані / Атінтані ? ( Іллірійські Атінтані)
- Дасаретії (Дасарети)?

## Фрако-іллірійські племена
- Дарданці
  - Галабри, підплем'я дарданів
  - Тунати, підплемя дарданів

## Можливі іллірійські народи

### Пеонійці
Є різні точки зору серед вчених, щодо етнічної та мовної спорідненості пеоніїв / пеонійців і до сих пір вчені не дійшли згоди. Деякі, наприклад Вільгельм Томашек і Пауль Кречмер, стверджують, що мова, якою розмовляли пеоніани, належала до іллірійської родини, тоді як Дімітар Дечев стверджує, що їх мова має спорідненість з фракійською. Ірвін Л. Меркер вважає, що мова, якою розмовляли пеоніани, була тісно пов'язана з грецькою (і давньою македонською мовою, якщо вона була окремою від давньогрецької), еллінською мовою з «великим іллірійським і фракійським впливом у результаті їх близькості».

Карта 9: Пейонські племена (жовтим кольором, на північ та північний схід від стародавніх македонян)

- Агріани [2] (також Агріані та Агрії ) (є версія, що це плем'я було фракійським)
- Альмопійці  (також Альмопіої)
- Деррони [3] (також Дерроні) (є версія, що це плем'я було фракійським)
- Доберес [4]
- Леейці [2] (також Лаеаї та Лаяї )
- Одоманти [5] (також Одоманти ) (є версія, що це плем'я було фракійським) [6]
- Паеоплаї [7]
- Сіропайони [8]

## Дивись також
- Іллірійці
- Список стародавніх племен Іллірії
- Список стародавніх міст Іллірії
- Список правителів Іллірії
- Список стародавніх племен у Фракії
- Список стародавніх міст у Фракії
- Список правителів Фракії